# Maria Ludwika de La Tour d’Auvergne
Maria Ludwika de La Tour d’Auvergne, właściwie Marie Louise Henriette Jeanne de La Tour d’Auvergne (ur. 15 sierpnia 1725, zm. 1793) – córka Karola Godfyda de La Tour d’Auvergne, księcia Bouillon, i Marii Karoliny Sobieskiej. Prawnuczka króla Jana III Sobieskiego.
Maria Ludwika de La Tour d’Auvergne była najstarszym z dwojga dzieci Karola Godfyda de La Tour d’Auvergne i Marii Karoliny Sobieskiej. Jej rodzice rozstali się po kilku latach związku. Matka zabrała ją do Polski, gdzie odwiedzała Jakuba Ludwika Sobieskiego, swego ojca. Dziadkowi bardzo spodobała się wnuczka – planował przekazać jej część dziedzictwa i ożenić z polskim arystokratą. Jednak na te plany nie zgodził się ojciec dziewczynki, który zorganizował jej powrót do Francji.
10 lutego 1743 r. Maria Ludwika została wydana za Juliusza Herkulesa de Rohan, księcia Guéméné (1726-1800). Miała z nim jednego syna, Henryka Ludwika (1745-1809). Wkrótce potem młoda mężatka wdała się w romans z bratem ciotecznym, Karolem Edwardem Stuartem (1720-1788), tak jak i ona wnukiem Sobieskich. W 1748 r. urodził im się syn, który prawdopodobnie zmarł młodo.
Maria Ludwika zmarła zgilotynowana podczas rewolucji francuskiej.